# 이영무 (1953년)
이영무(李榮武, 1953년 7월 26일 ~ )는 대한민국의 축구인, 종교인이자 행정가이다. 할렐루야 축구단에서 활약하였으며 대한축구협회 기술위원장을 역임하였으며 고양 자이크로 FC의 감독직을 맡았었다. 2016 시즌을 앞두고 감독에서 이사장으로 승진하였다.

## 클럽 경력
포항제철과 할렐루야에서 활약하였다.

## 국가대표팀 경력
대한민국 축구 국가대표팀 일원으로 축구 우승에 일조하였다.

## 지도자 경력
이영무는 2009년 할렐루야의 감독으로 취임하였으며, 2013년 할렐루야가 고양 Hi FC로 프로화되면서 고양의 초대 감독으로 선임되었다.
2014년 7월 기독교 신자이기도 했던 이영무가 조직을 사유화하고 종교의 자유를 침해했다는 제보가 문화체육관광부 신고센터에 접수되었고, 조사가 시작되면서 감독직에 사임하였지만, 사임 이후에도 2014년 잔여 시즌을 구단의 기술위원장으로 영향력을 행사하였다.
2015년 무혐의 판정을 받자 이영무는 고양의 감독직으로 복귀하였다.
2016년 고양의 이사장으로 승진하였다.